# Vlag van Saint Lucia

Vlag van Saint Lucia

De vlag van Saint Lucia werd aangenomen op 1 maart 1967. Sindsdien is de vlag tweemaal gewijzigd, waarbij het basisontwerp hetzelfde bleef. De laatste wijziging dateert uit 2002. De vlag is blauw, met een gouden driehoek onder een zwarte pijl met een witte rand.

## Symboliek
De zwart-goud gelaagde driehoek symbliseert de Pitons, twee heuvels nabij Soufrière die herkenningspunten van het eiland zijn.
De blauwe achtergrond staat voor de tropische lucht en het water dat Saint Lucia omringt. Het goud symboliseert vooruitgang en zonneschijn. Het zwart en wit symboliseert raciale harmonie en de invloeden van de zwarte en witte cultuur, die op het eiland goed samengaan. Het feit dat het zwart meer ruimte beslaat dan het wit, laat de dominantie van het aantal zwarte mensen zien.

## Vlag van de Gouverneur-Generaal van Saint Lucia

Vlag van de Gouverneur-Generaal van Saint Lucia

## Historische vlaggen
De nationale vlag die Saint Lucia op 1 maart 1967 als geassocieerde staat aannam, kwam al overeen met het basisontwerp van de huidige vlag. Bij de onafhankelijkheid op 22 februari 1979 werd de beeldverhouding veranderd van 5:8 in 1:2, werd de gouden driehoek naar het midden van de vlag verplaatst en kreeg de achtergrond een donkerder tint blauw. Op 22 februari 2002 werd de vlag lichtblauw in de huidige versie.
Tijdens de Britse overheersing werden koloniale vlaggen gebruikt die gebaseerd waren op de Blauw vaandel.

Koloniale vlag (1875-1939)
Koloniale vlag (1939-1967)
1967-1979
1979-2002 (kleuren wijzigden in 2002)